# Sic transit gloria mundi

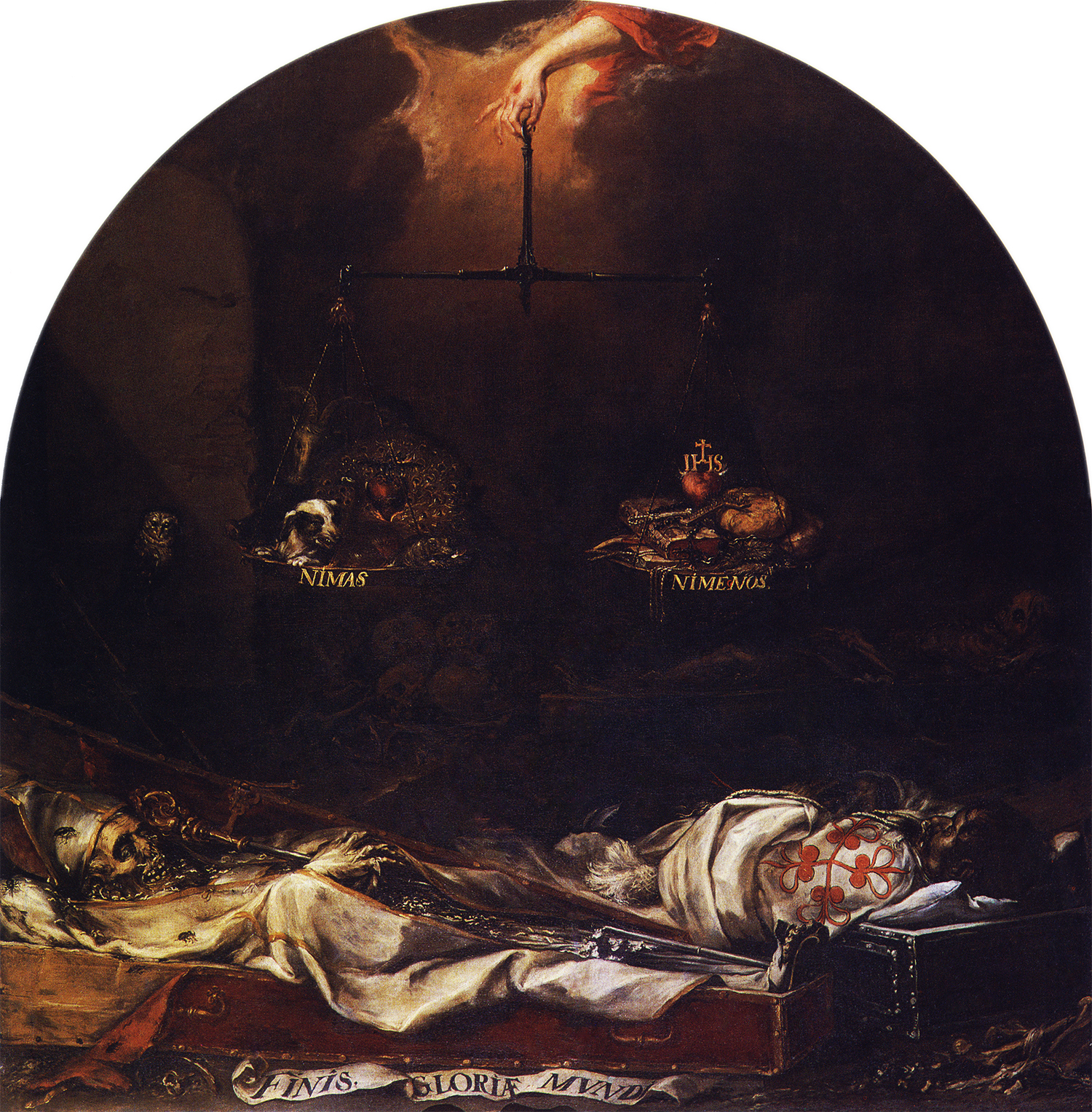
Pintura de Juan Valdés Leal, titulada Finis Gloriae Mundi

Sic transit gloria mundi es una locución latina que significa literalmente: "Así pasa la gloria del mundo" y que se utiliza para señalar lo efímero de los triunfos.

## Origen
El origen de la expresión parece provenir de un pasaje de la Imitación de Cristo de Tomás de Kempis (1380 - 1471) en la que aparece la frase "O quam cito transit gloria mundi" (Imitación de Cristo 1, 3, 6) ("Oh, cuán rápido pasa la gloria del mundo").

## Uso
- Es una frase que se utilizó durante la ceremonia de coronación de nuevos papas, en donde en cierto momento un monje interrumpe el acto, muestra unas ramas de lino ardiendo y cuando se han consumido dice "Sancte Pater, sic transit gloria mundi" (Santo Padre, así pasa la gloria del mundo) recordando al Papa que a pesar de la tradición y la grandilocuencia de la ceremonia, no deja de ser un mortal.

- También se puede encontrar la expresión en muchos cementerios inscrita en la tumba de personajes famosos o populares en su época.

- Es una de las muchas frases latinas que aparecen en la serie de cómic Asterix el galo, en concreto pronunciada en el álbum "Asterix en la India" por Patapalo, uno de los piratas de Barbarroja al ser hundido (otra vez más) su barco.

- La frase también se usa al final de la película La máscara de la muerte roja de Roger Corman, siendo la propia Muerte Roja quien la recita, en el filme de Rolf de Heer "El rastreador", dicha por el maorí rastreador; y en la cinta "Rushmore" de Wes Anderson.

- La banda de rock norteamericana Brand New la utiliza en su canción "Sic Transit Gloria...Glory Fades" para describir la pérdida de la inocencia sexual.
- En literatura, tema literario en que se expresa un pesimismo ante el mundo, especialmente ante la contemplación de cadáveres, ruinas, o en la contemplación de la breve vida de las flores, todos signos del paso del tiempo y de la fugacidad de todo esplendor.

- Datos: Q284192
- Multimedia: Sic transit gloria mundi / Q284192